# Paleniki
Paleniki (ukr.  Паланики) – wieś na Ukrainie w rejonie lwowskim (wcześniej w rejonie gródeckim) obwodu lwowskiego.

## Historia
Dawniej grupa domów wsi Tatarynów w powiecie rudeckim.